# Sistema da Natureza

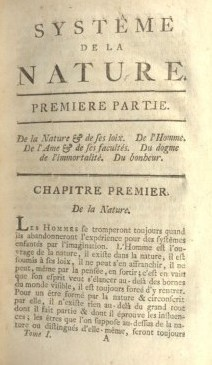
Página inicial do Sistema da Natureza.

O Sistema da Natureza ou das Leis do Mundo Físico e do Mundo Moral (em francês:  Système de la nature, ou Des loix du monde physique et du monde moral) é uma obra de filosofia escrita por Paul-Henri Thiry, o Barão d'Holbach (1723-1789). Foi publicada originalmente sob o nome de Jean-Baptiste de Mirabaud, um membro falecido da Academia Francesa de Ciências. D'Holbach escreveu e publicou este livro - possivelmente com o auxílio de Diderot - de forma anônima em 1770, descrevendo o universo nos termos dos princípios do materialismo filosófico: a mente é identificada com o cérebro, não há nenhuma "alma" sem um corpo vivo, o mundo é governado por leis deterministas estritas, o livre arbítrio é uma ilusão, não há causas finais e tudo o que acontece se coloca porque deve inexoravelmente acontecer. Mais notoriamente, o trabalho nega explicitamente a existência de Deus, argumentando que a crença em um ser superior é o produto do medo, da falta de compreensão e do antropomorfismo.
Apesar de não ter sido um cientista, d'Holbach foi cientificamente alfabetizado e tentou desenvolver sua filosofia de acordo com os fatos conhecidos da natureza e do conhecimento científico da época, citando, por exemplo, provas das experiências de John Needham sobre como que a vida poderia se desenvolver de forma autônoma, sem a intervenção de uma divindade. Faz uma distinção fundamental entre a mitologia como uma forma mais ou menos benigna de trazer a lei e ordenar o pensamento sobre a natureza da sociedade e seus poderes para as massas e a teologia. A teologia, quando se separa da mitologia aumenta o poder da natureza acima da natureza em si e, portanto, aliena os dois ("natureza", isto é, tudo o que existe de fato, de seu poder, agora personificado em um ser fora da natureza), é pelo contrário uma perniciosa força, sem paralelo, nos assuntos humanos.
O livro foi considerado extremamente radical em sua época, e a lista de pessoas que escrevem refutações do trabalho foi longa. A Igreja Católica Romana teve seu preeminente teólogo Nicolas Sylvestre Bergier escrevendo uma refutação intitulada Examen du matérialisme ("Exame do materialismo"). Voltaire, também, aproveitou para refutar a filosofia do Système no artigo "Dieu" em seu Dictionnaire philosophique, enquanto Frederico, o Grande também elaborou uma resposta para a obra. Seus princípios se resumem em outra obra mais popular de d'Holbach, Bon Sens, ou idées naturelles opposees aux idées surnaturelles.